# معدل جريان الدم في الدماغ
معدل جريان الدم في الدماغ أو اختصارًا CBF، هو معدل إمداد الدم إلى الدماغ في الوقت المحدد. عادة ما يبلغ معدل جريان الدم في الدماغ عند البالغين 750 ملليلتر في الدقيقة أو 15٪ من النتاج القلبي. وهذا يعادل من 50 إلى 54 ملليلتر من الدم لكل 100 غرام من أنسجة الدماغ في الدقيقة الواحدة ويتم تنظيم معدل جريان الدم في الدماغ على نحو صارم لتلبية المتطلبات الأيضية.؛ ويمكن أن تحدث زيادة في الدم (وتُعرف هذه الحالة باسم التبيغ) والتي يمكن أن ترفع الضغط داخل القِحف (الضغط داخل القِحف)، الذي يُمكن أن يضغط على أنسجة الدماغ الرقيقة ويؤدي إلى تلفها. ولتقليل نتائج تدفق الدم بشكل كبير (الإقفار) إذا كانت نسبة تدفق الدم للدماغ أقل من 18 إلى 20 ملليلتر لكل 100 غرام في الدقيقة، وبالتالي تموت الأنسجة إذا انخفض التدفق لأقل من 8 إلى 10 ملليلتر لكل 100 غرام في الدقيقة الواحدة. ففي أنسجة الدماغ، تتم استثارة شلال الكيمياء الحيوية المعروف باسم الشلال الإقفاري عندما تُصبح الأنسجة خالية من الدم، ويكون من المحتمل التسبب في تلف وموت خلايا الدماغ. لذا يجب على الخبراء الطبيين أن يتخذوا الخطوات اللازمة للحفاظ على معدل جريان الدم في الدماغ في المرضى الذين يعانون من ظروف مثل الصدمة والسكتة الدماغية والإصابة الدماغية الرضحية.
ومع ذلك، يُحدد معدل جريان الدم في الدماغ بواسطة عدد من العوامل، مثل لزوجة الدم وكيفية تمدد الأوعية الدموية والضغط الصافي لتدفق الدم إلى الدماغ، المعروف باسم ضغط التروية الدماغية والذي يُحدد من قبل ضغط دم الشخص. إضافة إلى ذلك، فإن الأوعية الدموية الدماغية قادرة على تغيير تدفق الدم عبر تلك الأوعية عن طريق استبدال أقطارها في العملية التي تسمى بـ التنظيم الذاتي؛ حيث تنقبض هذه الأوعية عندما يرتفع ضغط الدم الانقباضي ويتمدد عندما ينخفض عن مستواه.؛ وتنقبض الشرايين وتتمدد أيضًا كاستجابة للتركيزات الكيميائية المختلفة. فعلى سبيل المثال، تتمدد كاستجابة للمستويات الأعلى من ثاني أكسيد الكربون في الدم.
يتساوى معدل جريان الدم في الدماغ مع ضغط التروية الدماغية (CPP) الذي يتم تقسيمه حسب المقاومة الدماغية الوعائية (CVR):
معدل جريان الدم في الدماغ = ضغط التروية الدماغية / المقاومة الدماغية الوعائية
يمكن مراعاة التحكم في معدل جريان الدم في الدماغ في ضوء العوامل المؤثرة على ضغط التروية الدماغية والعوامل المؤثرة على المقاومة الدماغية الوعائية. ويمكن التحكم في المقاومة الدماغية الوعائية عن طريق أربع آليات رئيسة:
1. التحكم في التمثيل الغذائي (أو التنظيم الذاتي للتمثيل الغذائي)
2. التنظيم الذاتي للضغط
3. التحكم الكيميائي (من خلال الضغط الجزئي لثاني أكسيد الكربون والضغط الجزئي للأكسجين الثنائي الشرياني)
4. التحكم العصبي

التصوير بالرنين المغناطيسي الوظيفي والتصوير المقطعي بالإصدار البوزيتروني هما تقنيات تصوير الأعصاب التي يمكن استخدامهما لقياس مُعدل جريان الدم في الدماغ. ويمكن استخدام هذه التقنيات أيضًا لقياس مُعدل جريان الدم في الدماغ الموضعي (مُعدل جريان الدم في الدماغ الموضعي) داخل منطقة محددة في الدماغ.

## دور الضغط داخل القِحف
يتسبب الضغط داخل القِحف الزائد (ICP) إلى انخفاض التروية الدموية لـ خلايا الدماغ عن طريق آليتين أساسيتين:
- يتكون الضغط داخل القِحف الزائد من ارتفاع الضغط الهيدروستاتيكي البيفرجي الذي يقوم بدوره في التسبب في تقليص القوة الدافعة للتصفية الشعرية من الأوعية الدموية داخل الجمجمة.
- يقوم الضغط داخل القِحف الزائد بضغط الشرايين، التي تتسبب في زيادة المقاومة الدماغية الوعائية (المقاومة الدماغية الوعائية).